# Hale (cràter)

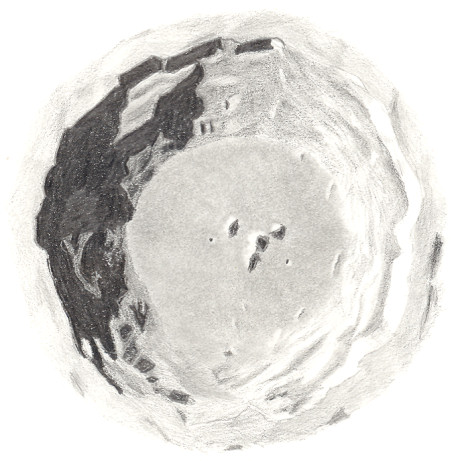
Dibuix del cràter lunar Hale

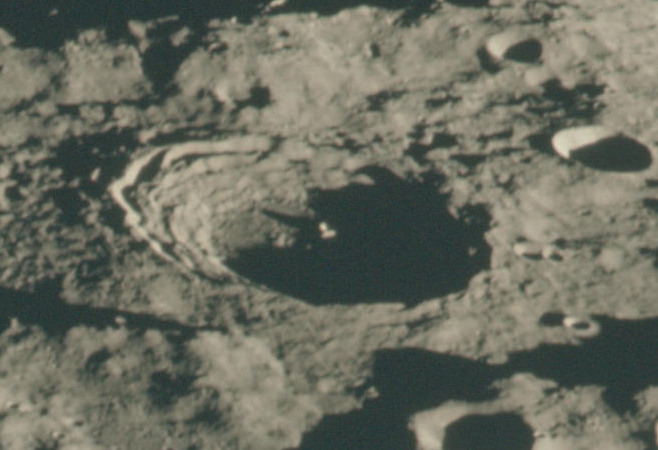
Fotografia de la missió Apol·lo 15

Hale és un cràter d'impacte relativament recent que es troba en l'extremitat sud de la Lluna. Més de la meitat del cràter es troba en la cara oculta de la Lluna; des de la Terra aquesta formació es veu de costat. Per tant, el cràter ha de ser observat des de naus en òrbita, amb la finalitat de poder apreciar els seus detalls. El cràter més proper és Wexler, situat al nord. A l'est, ja en el costat ocult apareix l'enorme planicie emmurallada del cràter Schrödinger, i al sud-oest es troba el cràter Demonax.
La vora d'Hale està ben definida, amb poc desgast per impactes posteriors, però té un perímetre una mica irregular i accidentat. En la superfície interior es multipliquen els perfils terraplenats, amb alguns indicis de despreniments de materials. El sòl interior és pla, amb només uns petits cràters marcant la superfície. Prop del punt central es localitza una complexa formació de pics centrals, amb una elevació addicional just al nord.

## Cràters satèl·lit
Per convenció aquestes característiques s'identifiquen en els mapes lunars col·locant la lletra en el costat del punt central del cràter que està més proper a Hale.
|      | \| Hale \| Coordenades \| Diàmetre \| \| ---- \| ------------------------------------ \| -------- \| \| Q \| 76° 30′ S, 83° 06′ E / 76.5°S,83.1°E \| 24 km \| |          |
| Hale | Coordenades | Diàmetre |
| Q    | 76° 30′ S, 83° 06′ E / 76.5°S,83.1°E | 24 km    |